# マイケル・マグレイディ
マイケル・マグレイディ（Michael McGrady、1960年3月30日 - ）は、アメリカ合衆国の俳優。

## 出演作品

### 映画
- トカレフ（ダニー・ドハーティ役）
- フローズン・グラウンド
- フリーランサー NY捜査線（ジュード捜査官役）
- ファイブ・エイセス（ショーン・ハガーティ役）
- ディープエンド・オブ・オーシャン （ジミー・ドハティ役）
- オペレーションデルタフォース2
- 悪意/黒人牧師暗殺事件の真相
- ワイアット・アープ
- 夢を生きた男/ザ・ベーブ（ルー・ゲーリッグ役）
- ボーン・トゥ・レース/青春の賭け（ウォルト役）

### テレビドラマ
- アメリカン・クライム・ストーリー/O・J・シンプソン事件 The People v. O. J. Simpson: American Crime Story
- バトル・クリーク 格差警察署
- リゾーリ&アイルズ ヒロインたちの捜査線
- 殺人を無罪にする方法
- レイ・ドノヴァン ザ・フィクサー（フランク・バーンズ役）
- 偽りの太陽　～Low Winter Sun
- NCIS 〜ネイビー犯罪捜査班
- Hawaii Five-0 シーズン3（沿岸警備隊隊長マキルベイン役）
- ブレイクアウト・キング
- キャッスル 〜ミステリー作家は事件がお好き
- ボディ・オブ・プルーフ 死体の証言
- サウスランド（ダニエル・サリンジャー役）
- ライ・トゥ・ミー　嘘の瞬間
- CSI:マイアミ
- プリズン・ブレイク
- イレブンス・アワー
- メンタリスト
- レバレッジ 〜詐欺師たちの流儀
- ザ・リッチズ
- ラスベガス
- グレイズ・アナトミー
- BONES
- クローザー
- デイ・ブレイク
- クリミナル・マインド FBI行動分析課
- コールドケース 迷宮事件簿
- 24 -TWENTY FOUR-
- スタートレック:エンタープライズ